# Зут
Зут је насељено мјесто у општини Двор, у Банији, Сисачко-мославачка жупанија, Република Хрватска.

## Историја
Зут се од распада Југославије до августа 1995. године налазио у Републици Српској Крајини.

## Становништво
Насеље је према попису становништва из 2011. године имало 1 становника.
| Националност       | 1991. | 1981. | 1971. | 1961. |
| Срби               | 145   | 187   | 284   | 366   |
| Југословени        | 1     | 2     |       |       |
| Хрвати             | 1     |       | 1     |       |
| Муслимани          |       | 1     |       |       |
| остали и непознато | 1     | 1     |       | 1     |
| Укупно             | 145   | 191   | 285   | 367   |

| Демографија | Демографија | Демографија |
| Година      | Становника  | Становника  |
| ----------- | ----------- | ----------- |
| 1961.       | 367         |             |
| 1971.       | 285         |             |
| 1981.       | 191         |             |
| 1991.       | 145         |             |
| 2001.       | 10          |             |
| 2011.       |             | 1           |